# Wulf Dorn
Wulf Dorn (ur. 20 kwietnia 1969 w Ichenhausen) – niemiecki pisarz, dziennikarz i psychoterapeuta.

## Życiorys
Ukończył studia ekonomiczna na kierunku ekonomista-handlowiec i pracował przez kilka lat w międzynarodowym koncernie. Jednocześnie studiował dziennikarstwo. Był też korespondentem prasowym. W 1994 rozpoczął pracę w klinice psychiatrycznej, uczęszczając jednocześnie na kursy rehabilitacji zawodowej osób z zaburzeniami psychicznymi. Prowadził też międzynarodowy program badawczy finansowany przez Unię Europejską, mający za cel stworzenie warunków powrotu do społeczeństwa osobom po różnego rodzaju traumatycznych przeżyciach. Doświadczenia zawodowe wykorzystuje w swoich powieściach (zadebiutował thrillerem Po drugiej stronie jaźni, który stał się bestsellerem i sprzedano doń prawa do ekranizacji). 

## Powieści
- Trigger (Po drugiej stronie jaźni), Monachium, 2009, thriller,
- Kalte Stille, Monachium, 2010, thriller,
- Dunkler Wahn, Monachium, 2011, thriller,
- Mein böses Herz, 2012, thriller,
- Phobia, 2013, thriller,
- Die Nacht gehört den Wölfen, 2015, thriller.